# Catálogo de autoridades de nombres y títulos de Cataluña
El Catálogo de autoridades de nombres y títulos de Cataluña (en catalán Catàleg d'autoritats de noms i títols de Catalunya y abreviado como CÀNTIC)  es un catálogo de autoridades cooperativo que se realiza en el Catálogo Colectivo de las Universidades de Cataluña (CCUC) y está liderado por la Biblioteca de Cataluña.
Su objetivo es normalizar los puntos de acceso de los catálogos bibliográficos, mejorar la comunicación entre los diferentes catálogos y sobre todo favorecer la búsqueda y recuperación de la información. CANTIC da un trato especial a las autoridades de nombre y título vinculadas a la cultura catalana. Estas autoridades reciben un trabajo de autoridad completo y proporcionan, en muchos casos, acceso a la información de la Gran Enciclopedia Catalana. 

## Definición y objectivos
El CÀNTIC tiene por objetivo ser catálogo de registros de autoridad creados cooperativamente por las bibliotecas catalanas. Estos registros se generan a partir del control de autoridades de los puntos de acceso de nombre, nombre-título y título de los registros bibliográficos existentes en Cataluña. Esto garantiza la normalización y unicidad de los puntos de acceso de los catálogos, hecho que facilita el intercambio y una comunicación de registros bibliográficos más ágil y eficaz y, en definitiva, posibilita a los usuarios llevar a cabo búsquedas asistidas, precisas y exhaustivas.
CANTIC es un servicio nacional que permite normalizar y dar consistencia a los catálogos del sistema bibliotecario catalán y es también la herramienta que facilita la creación del futuro Catàleg Únic de Catalunya (CUC), concebido dentro del «marco del acuerdo de gobierno de la Generalitat del 20 de julio de 2004 para la mejora y modernización del sistema bibliotecario de Cataluña».

## Historia y evolución
En una reunión celebrada el 16 de septiembre de 2002, la Comissió Assessora de Catalogació, órgano consultivo de la Biblioteca de Cataluña en materia de catalogación, trató el tema de la necesidad de crear una lista de autoridades de Cataluña. Se decidió constituir una subcomisión técnica encargada de estudiar la viabilidad del proyecto y de elaborar los requerimientos y las funcionalidades de la lista de autoridades de nombre y título, teniendo en cuenta las necesidades reales y viables del sistema bibliotecario catalán.
La subcomisión se reunió por primera vez el 27 de marzo de 2003 y acabó el encargo el mes de octubre del mismo año.
En el informe que elaboró la subcomisión se presenta:
1. La definición y los objetivos de la lista
2. Se proporciona una visión global del estado de la cuestión dentro y fuera de Cataluña, y se constata que la situación actual de control de autoridades del sistema bibliotecario catalán (llei sis. Bcari català) no satisface las necesidades existentes ni evita la duplicación de tareas, esfuerzos y costos. Siguiendo el modelo de otras experiencias a nivel internacional, se considera que una lista de autoridades única en Cataluña, si se trabaja de forma cooperativa, es un proyecto viable que favorece el intercambio de registros bibliográficos y el acceso y recuperación de la información.
3. Se proporcionan las bases para la creación de la lista de autoridades de Cataluña de nombres y títulos, y se comenta brevemente el modelo cooperativo de una lista de autoridades de materia, ya que su funcionamiento y organización difieren sustancialmente de la lista de nombres y títulos.
4. Se especifican los requerimientos y funcionalidades del programa de gestión de la lista de autoridades de Cataluña de nombres y títulos.

El Catálogo de autoridades de nombres y títulos se creó al amparo de la Ley 4/1993 del Sistema Bibliotecario de Cataluña, «La Biblioteca de Cataluya supervisa, valida y unifica en un solo listado el catálogo de autoridades»

## Participantes
Biblioteca de Cataluña
Casa Asia
Centro de Lectura de Reus
Consorci de Biblioteques de les Universitats de Catalunya  
Colegio de Abogados de Barcelona
Museo de Arte Contemporáneo de Barcelona
Museo Nacional de Arte de Cataluña
Universidad Autónoma de Barcelona
Universidad de Barcelona
Universidad de Gerona
Universidad de Lérida
Universidad de Vich
Universidad Jaime I
Universidad Abierta de Cataluña
Universidad Politécnica de Cataluña
Universidad Pompeu Fabra
Universidad Rovira i Virgili

## Mantenimiento y actualización
Los registros de autoridad del catálogo CANTIC se crean siguiendo las Reglas angloamericanas de catalogación, la normativa internacional en materia de catalogación y las Concrecions de la Biblioteca de Cataluña, aprobadas por los miembros del CCUC. Para codificar los registros se utiliza el formato MARC 21. Existe también un Manual del CANTIC donde se explica el procedimiento de elaboración de los registros de autoridad para las entidades que participan en el proyecto.
El «Servicio de Normalización Bibliográfica de la Biblioteca de Cataluña» se encarga de ofrecer formación y apoyo a todos los participantes al mismo tiempo que vela por la calidad de los registros de autoridad.
La actualización del contenido de la base de datos se realiza de forma mensual y se puede consultar a través del web de la Biblioteca de Cataluña.